# Eduard von Grolman
Eduard Eugen Aegid Friedrich Freiherr von Grolman (* 10. April 1812 in Gießen; † 21. März 1890 in Darmstadt) war ein Großherzoglich Hessischer Generalleutnant und Kriegsminister.

## Leben

### Familie
Eduard war der Sohn des hessischen Staatsministers Karl Ludwig Wilhelm von Grolman und dessen Frau, Emilie Katharina Maria Sophie, geborene van de Wall (1775–1828). Die Familie war evangelisch. Eduard von Grolman heiratete 1838 in Darmstadt Charlotte Johannette Auguste Hofmann, Tochter von August Konrad Hofmann, des großherzoglich-hessischen Finanzministers.

### Militärkarriere
Grolman trat im Alter von 16 Jahren in das Leibgarde-Regiment der Großherzoglich Hessischen Armee ein, avancierte Mitte April 1829 zum Sekondeleutnant, 1836 zum Premierleutnant und 1846 zum Hauptmann  im 1. Infanterie-Regiment. 1846 wechselte er kurzzeitig zum 3. Infanterie-Regiment, kehrte aber noch im selben Jahr zum 1. Infanterie-Regiment zurück. 1847 wurde Adjutant des Kommandeurs der Hessischen Armeedivision, des Generals Friedrich von Schäffer-Bernstein. Grolman nahm 1849 während der Niederschlagung der Badischen Revolution am Ober-Laudenbacher Gefecht teil und wurde mit einem badischen und einem preußischen Orden ausgezeichnet. 1855 wurde er Major und 1857 Kommandeur des 1. Bataillons des 1. Infanterie-Regiments. 1859 wurde er Oberstleutnant, 1861 Oberst und 1862 Kommandeur des 1. Infanterie-Regiments (Leib-Garde-Regiment). Im Krieg von 1866 befehligte er die Einheit im Gefecht bei Frohnhofen.
Nach dem – auch militärischen – Desaster des Krieges von 1866 für das Großherzogtum Hessen trat der verantwortliche Kriegsminister, Friedrich von Wachter, zurück. Am 28. Dezember 1866 ernannte Großherzog Ludwig III. Eduard von Grolman zum Nachfolger und beförderte ihn zum Generalmajor. Zunächst trug Eduard von Grolman den Titel eines „Direktors“, ab 1867 den eines „Präsidenten“ des Ministeriums. In seiner kurzen, nicht einmal zwei Jahre währenden Amtszeit, hatte er maßgeblichen Anteil an der Militärkonvention vom 7. April 1867, mit der die Großherzoglich Hessische Division als geschlossener Verband in die Preußischen Armee eintrat. Unter Ernennung zum Generalleutnant und Stellung à la suite schied er 1868 aus seinem Amt als Kriegsminister aus und trat in den Ruhestand.
Am großherzoglichen Hof hatte er seit 1852 den Rang eines Kammerherrn, seit 1884 den eines Oberstkammerherrn inne.

## Ehrungen
- 1849 Ritter des Badischen Ordens des Zähringer Löwen[1]
- 1857 Russischer Sankt-Stanislaus-Ordens II. Klasse[1]
- 1866 Kommandeurkreuz II. Klasse des Ludewigsordens[1][1]
- 1867 Großkreuz des württembergischen Friedrichs-Ordens[1][1]
- 1877 Ehrengroßkreuz des Oldenburgischen Haus- und Verdienstordens des Herzogs Peter Friedrich Ludwig[1]
- 1885 Großkreuz des Verdienstordens Philipps des Großmütigen[1]
- 1885 Preußischer Kronenorden I. Klasse[1]
- 1888 Roter Adlerorden I. Klasse[1]